# 2-cm-Flak 38
Die 2-cm-Flak 38 war eine Flugabwehrkanone der Wehrmacht im Zweiten Weltkrieg.

## Geschichte
Die 2-cm-Flak 38 war eine verbesserte Version der 2-cm-Flak 30 und wurde ab 1939 von der Luftwaffe und dem Heer eingeführt. Die seltenere Version der Kriegsmarine hatte die Bezeichnung 2-cm-Flak C/38. Sie war eine Entwicklung der Mauserwerke in Oberndorf, die sich damit gegen den Konkurrenzentwurf 2-cm-Flak 35 von Rheinmetall durchsetzten. Als Standardmunition kam die Granatpatrone 20×138 mm B zum Einsatz.
Die Waffe wurde in Lizenz von folgenden Unternehmen hergestellt:
- Havelwerk in Brandenburg/Havel
- Brennabor-Werke in Brandenburg/Havel
- Gustloff Werke in Meiningen
- Röchling-Buderus in Wetzlar
- Ostmark-Werke in Wien-Landstraße
- Stübgen in Erfurt (nur Lafetten)
- Benteler-Werke in Bielefeld
- Gustloff-Werke – Waffenwerk Suhl in Suhl
- Henschel & Sohn in Kassel

Mauser fertigte ab 1941 noch eine leichtere Version, die 2-cm-Gebirgs-Flak 38, deren Gewicht auf 315 Kilogramm reduziert war.

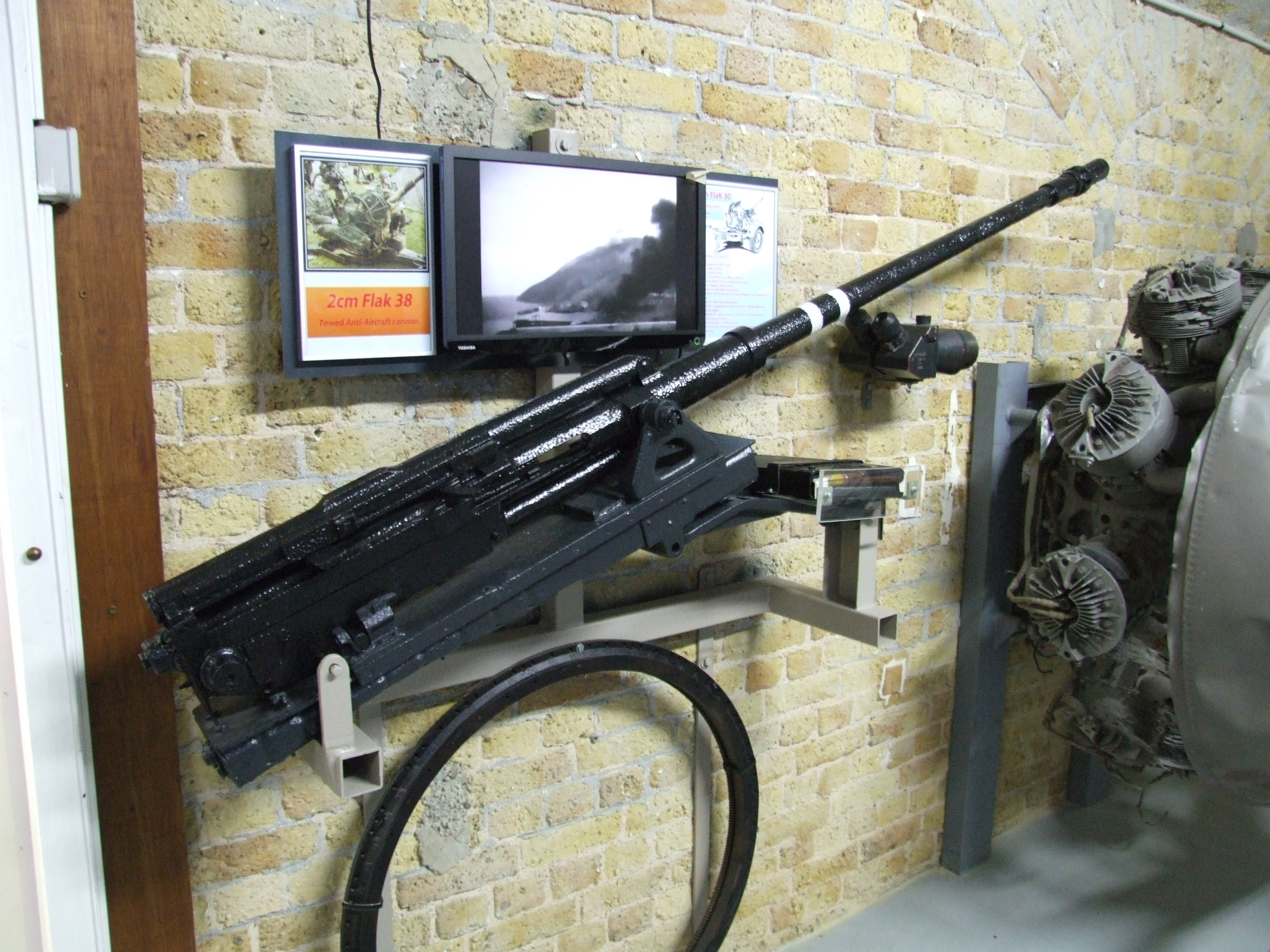
2-cm-Flak 30 im Mémorial du Souvenir, Dünkirchen

## Unterschiede zur Flak 30
Der größte Unterschied zur 2-cm-Flak 30 bestand in der höheren Schussfrequenz, zudem wurden die Ursache der Ladehemmungen des bisherigen Modells beseitigt und der Rückstoß besser abgeleitet. Später bekam die Kanone einen Schutzschild. Es konnte auch ein Fangnetz angebaut werden, um die leeren Hülsen aufzufangen.

## Mobilisierung
Ab 1944 wurde die Flak mit Doppellafette LM-44 und Schutzschild bereitgestellt.

## Weitere Verwendungen
Abgewandelte Versionen der Waffe (FlaK 30 und FlaK 38) kamen unter den Bezeichnungen 2-cm-KwK 30 L/55 bzw. 2-cm-KwK 38 L/55 als leichtes Kampfwagengeschütz zur Bodenzielbekämpfung auf einigen leichten deutschen Panzern (Panzer II G/J/L) und Spähpanzerwagen (sowohl in der Version KwK 30 als auch in der Version KwK 38 im Sd.Kfz. 222) zum Einsatz. Die Munitionszufuhr wurde ebenfalls durch Flachmagazine, hier aber nur mit einer Kapazität von 10 Granatpatronen, sichergestellt. Später wurden Lafetten verbaut, die durch einen größeren Richtbereich (Depression & Elevation) auch eine gewisse Truppenluftschutzfunktion ermöglichten. (Schwebelafette 38: - 10° / + 60°; Hängelafette 38: - 4° / + 70°). Die L/55 langen Rohre der KwK konnten mit den L/65 langen Rohre der FlaK ausgetauscht werden.
Ab 1940 wurde das Geschütz von der Kriegsmarine als leichtes Flugabwehrgeschütz auf deren Zerstörern und anderen leichten Einheiten verwendet. Es wurde anfangs einzeln eingesetzt, später auch als Zwillings- oder Vierlingsflak.
Die 2-cm-FlaK 38 wurde auch auf Flachwagen montiert, um Züge gegen Tieffliegerangriffe zu verteidigen. Meist wurden zwei Geschütze auf einem Flachwagen montiert.
Das zu dieser Flak gehörende Kommandogerät-38 wurde von der Sowjetunion als Kommandogerät PUAZO-3 kopiert.

## Technische Daten
| Kenngrößen             | Daten                      |
| ---------------------- | -------------------------- |
| Kaliber                | 20 mm                      |
| Rohrlänge              | 1300 mm                    |
| Länge gezogener Teil   | 1158 mm                    |
| Züge                   | 8                          |
| Rücklauf               | 53 mm                      |
| Waffenlänge            | 2252,5 mm                  |
| Breite                 | 1810 mm                    |
| Höhe                   | 1700 mm                    |
| Feuerhöhe              | 1120 mm                    |
| Feuerhöhe abgesetzt    | 760 mm                     |
| Gewicht Fahrstellung   | 860 kg                     |
| Gewicht Feuerstellung  | 404 kg                     |
| Gewicht Schutzschild   | 120 kg                     |
| Schussweite            | 4800 m                     |
| Schusshöhe             | 3700 m                     |
| Zerlegergrenze         | 2200 m                     |
| Seitenrichtbereich     | 360°                       |
| Höhenrichtbereich      | −20° bis +90°              |
| Schussfrequenz         | theoretisch 450 Schuss/min |
| Schussfrequenz         | praktisch 220 Schuss/min   |
| Vo Sprenggranate       | 900 m/s                    |
| Vo Panzergranate       | 833 m/s                    |
| Gewicht Sprenggranaten | 130 g                      |
| Gewicht Panzergranaten | 133 g                      |